# کاوه ظهیرالاسلام
کاوه ظهیرالاسلام (فارسی: کاوه ظهیرالاسلام؛ زادهٔ ۱۳ ژوئن ۲۰۰۲) بازیکن فوتبال ایرانی-آمریکایی است.
از باشگاه‌هایی که در آن بازی کرده‌است می‌توان به باشگاه فوتبال سنت ترویدنس اشاره کرد.